# تواتر الأليل

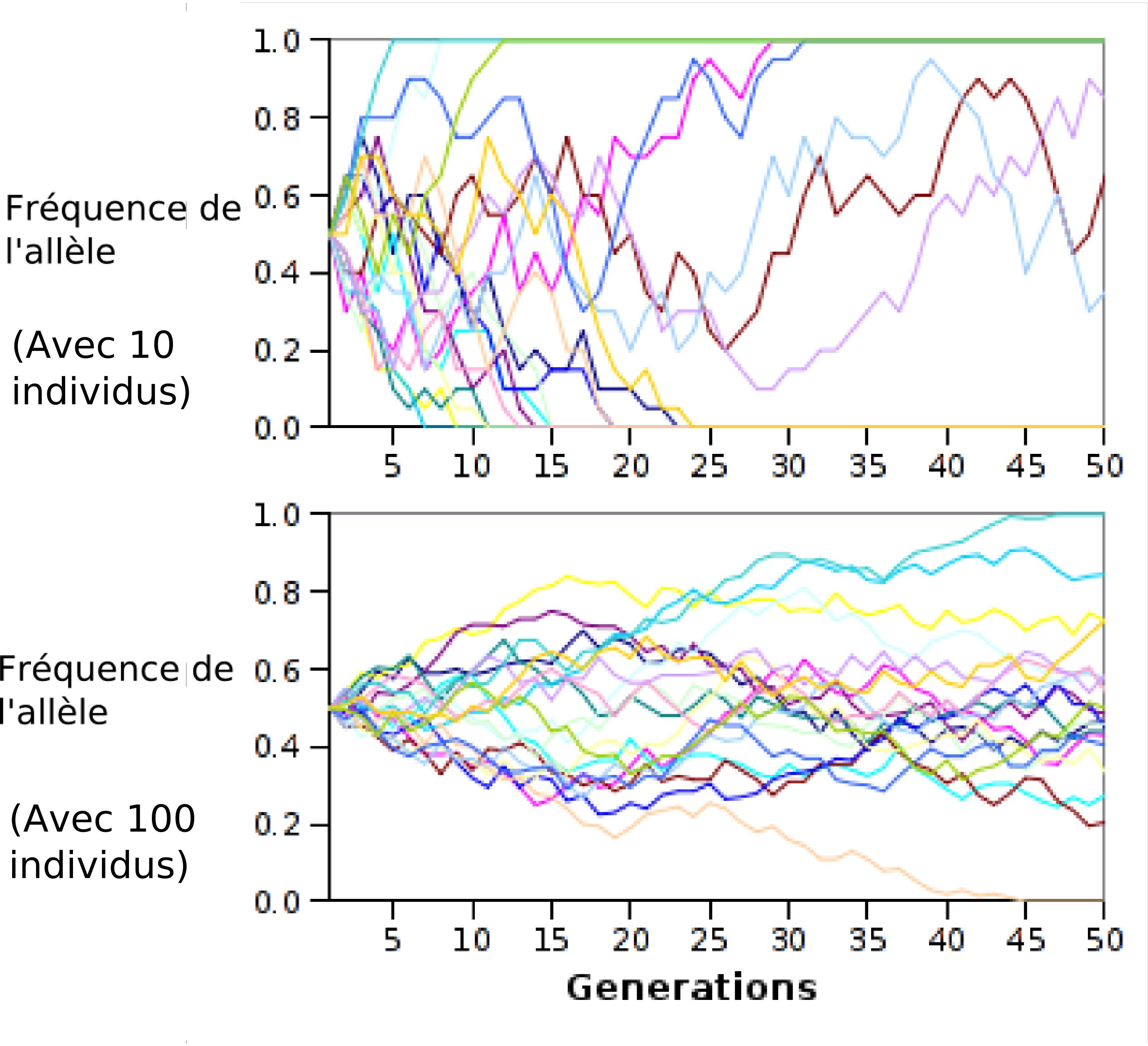

تواتر الأليل أو تواتر الجين هو التردد النسبي للأليل (متغير الجين) في موقع كروموسومي محدد في تجمع سكاني، في صورة جزء أو نسبة مئوية. بصورة أكثر تحديدا، تواتر الأليل هو نسبة كل الكروموسومات في التجمع السكاني الذي يحمل هذا الأليل. التطور الصغري هو التغير في تواترات الأليل والذي يحدث مع مرور الوقت داخل التجمع السكاني.
باعتبار ما يلي:
1. الموقع الكروموسومي المعين وموقع الأليل على الكروموسوم
2. تجمع سكاني عدده ن به صيغة صبغية ص، أي أن الفرد يحمل عدد ص نسخة من كل كروموسوم في خلاياه الجسدية.
3. يوجد الأليل في عدد ب كروموسوم في التجمع السكاني

فإن تواتر الأليل يكون نسبة كل الكروموسومات ب لهذا الأليل والعدد الكلي لنسخ الكروموسومات في كل التجمع السكاني.
يُستخدم تواتر الأليل في الوراثيات السكانية لوصف كمية التغير في موقع كروموسومي معين أو في عدة مواقع مختلفة. عند اعتبار مجموع تواترات الأليل لعدد كبير من المواقع الكروموسومية فإننا نُطلق على ذلك اسم نطاق تواتر الأليل.